# Babar
Babar – imię słonia, bohatera książek i filmów dla dzieci.
Postać Babara powstała z inspiracji Cécile de Brunhoff, która wymyśliła historię o osieroconym słoniu dla swoich dzieci. Historię następnie spisał, rozbudował i zilustrował jej mąż Jean de Brunhoff. W 1931 roku ukazała się pierwsza książka pt. L’Histoire de Babar. Dwa lata później w Wielkiej Brytanii i USA została wydana wersja anglojęzyczna (The Story of Babar). Brunhoff napisał jeszcze sześć innych książek, w której pojawia się Babar. Po jego śmierci w 1937 roku serię kontynuował jego syn, Laurent de Brunhoff. Babar występuje także w filmach i serialach.

## Książki

### Jean de Brunhoff
- Histoire de Babar – Paris : Hachette, 1931
- Le Voyage de Babar – Paris : Hachette, 1932
- Le Roi Babar – Paris : Hachette, 1933
- Les Vacances de Zéphir – Paris : Hachette, 1936
- A.B.C. de Babar – Paris : Hachette, 1936
- Babar en famille – Paris : Hachette, 1938
- Babar et le Père Noël – Paris : Hachette, 1941

### Laurent de Brunhoff
- Babar et ce coquin d’Arthur – 1948
- Pique-nique chez Babar – 1949
- Babar dans l'Île aux oiseaux – 1952
- La fête de Celesteville – 1954
- Babar et le professeur Grifaton – 1956
- Le château de Babar – 1961
- Je parle anglais avec Babar – 1963
- Je parle allemand avec Babar – 1966
- Je parle espagnol avec Babar – 1966
- Babar à New York – 1966

## Filmy i seriale
- 1986: Babar reż. Hemen Gupta
- 1986: Babar and Father Christmas reż. Gerry Capelle
- 1989–1993+2000: Babar (serial TV)
- 1990: Babar zwycięzca (fr. Le Triomphe de Babar, ang. Babar: The Movie) reż. Alan Bunce
- 1998: Babar – król słoni reż. Raymond Jafelice
- 2006: The New Babar (serial TV)